# Voulangis
Voulangis és un municipi francès, situat al departament de Sena i Marne i a la regió de Illa de França. L'any 2007 tenia 1.453 habitants.
Forma part del cantó de Serris, del districte de Meaux i de la Comunitat de comunes Pays Créçois.

## Demografia

### Població
El 2007 la població de fet de Voulangis era de 1.453 persones. Hi havia 509 famílies, de les quals 87 eren unipersonals (34 homes vivint sols i 53 dones vivint soles), 156 parelles sense fills, 217 parelles amb fills i 49 famílies monoparentals amb fills.
La població ha evolucionat segons el següent gràfic:
Habitants censats

### Habitatges
El 2007 hi havia 590 habitatges, 516 eren l'habitatge principal de la família, 44 eren segones residències i 30 estaven desocupats. 568 eren cases i 21 eren apartaments. Dels 516 habitatges principals, 458 estaven ocupats pels seus propietaris, 54 estaven llogats i ocupats pels llogaters i 4 estaven cedits a títol gratuït; 4 tenien una cambra, 24 en tenien dues, 56 en tenien tres, 120 en tenien quatre i 313 en tenien cinc o més. 450 habitatges disposaven pel capbaix d'una plaça de pàrquing. A 210 habitatges hi havia un automòbil i a 285 n'hi havia dos o més.

### Piràmide de població
La piràmide de població per edats i sexe el 2009 era:
| Homes | Edats   | Dones |
| ----- | ------- | ----- |
| 0     | 95 o +  | 4     |
| 0     | 90 a 94 | 4     |
| 8     | 85 a 89 | 8     |
| 8     | 80 a 84 | 8     |
| 8     | 75 a 79 | 28    |
| 12    | 70 a 74 | 12    |
| 20    | 65 a 69 | 20    |
| 44    | 60 a 64 | 20    |
| 8     | 55 a 59 | 24    |
| 40    | 50 a 54 | 32    |
| 52    | 45 a 49 | 60    |
| 56    | 40 a 44 | 24    |
| 72    | 35 a 39 | 96    |
| 48    | 30 a 34 | 48    |
| 24    | 25 a 29 | 44    |
| 20    | 20 a 24 | 12    |
| 56    | 15 a 19 | 48    |
| 24    | 10 a 14 | 56    |
| 56    | 5 a 9   | 60    |
| 32    | 0 a 4   | 60    |

## Economia
El 2007 la població en edat de treballar era de 965 persones, 712 eren actives i 253 eren inactives. De les 712 persones actives 669 estaven ocupades (356 homes i 313 dones) i 42 estaven aturades (18 homes i 24 dones). De les 253 persones inactives 95 estaven jubilades, 91 estaven estudiant i 67 estaven classificades com a «altres inactius».

### Ingressos
El 2009 a Voulangis hi havia 543 unitats fiscals que integraven 1.555 persones, la mediana anual d'ingressos fiscals per persona era de 24.424 €.

### Activitats econòmiques
Dels 65 establiments que hi havia el 2007, 1 era d'una empresa extractiva, 1 d'una empresa alimentària, 2 d'empreses de fabricació de material elèctric, 1 d'una empresa de fabricació d'altres productes industrials, 19 d'empreses de construcció, 11 d'empreses de comerç i reparació d'automòbils, 5 d'empreses de transport, 2 d'empreses d'informació i comunicació, 2 d'empreses financeres, 2 d'empreses immobiliàries, 11 d'empreses de serveis, 1 d'una entitat de l'administració pública i 7 d'empreses classificades com a «altres activitats de serveis».
Dels 19 establiments de servei als particulars que hi havia el 2009, 2 eren tallers de reparació d'automòbils i de material agrícola, 2 paletes, 3 guixaires pintors, 3 fusteries, 4 lampisteries, 2 electricistes, 2 perruqueries i 1 saló de bellesa.
Dels 2 establiments comercials que hi havia el 2009, 1 era una botiga de mobles i 1 una joieria.
L'any 2000 a Voulangis hi havia 8 explotacions agrícoles.

## Equipaments sanitaris i escolars
El 2009 hi havia 1 escola maternal i 1 escola elemental.

## Poblacions més properes
El següent diagrama mostra les poblacions més properes.